# Mária Ludovika magyar királyné
Mária Ludovika (németül: Maria Ludovica; Portici, Nápoly, 1745. november 24. – Bécs, Ausztria, 1792. május 15.), Bourbon-házból származó spanyol infánsnő, Péter Lipót főherceg hitveseként Toszkána nagyhercegnéje 1765 és 1790 között, majd hitvese rövid trónra kerülésével német-római császárné, magyar és cseh királyné 1790 és 1792 között.

## Életrajza

### Ifjúkora

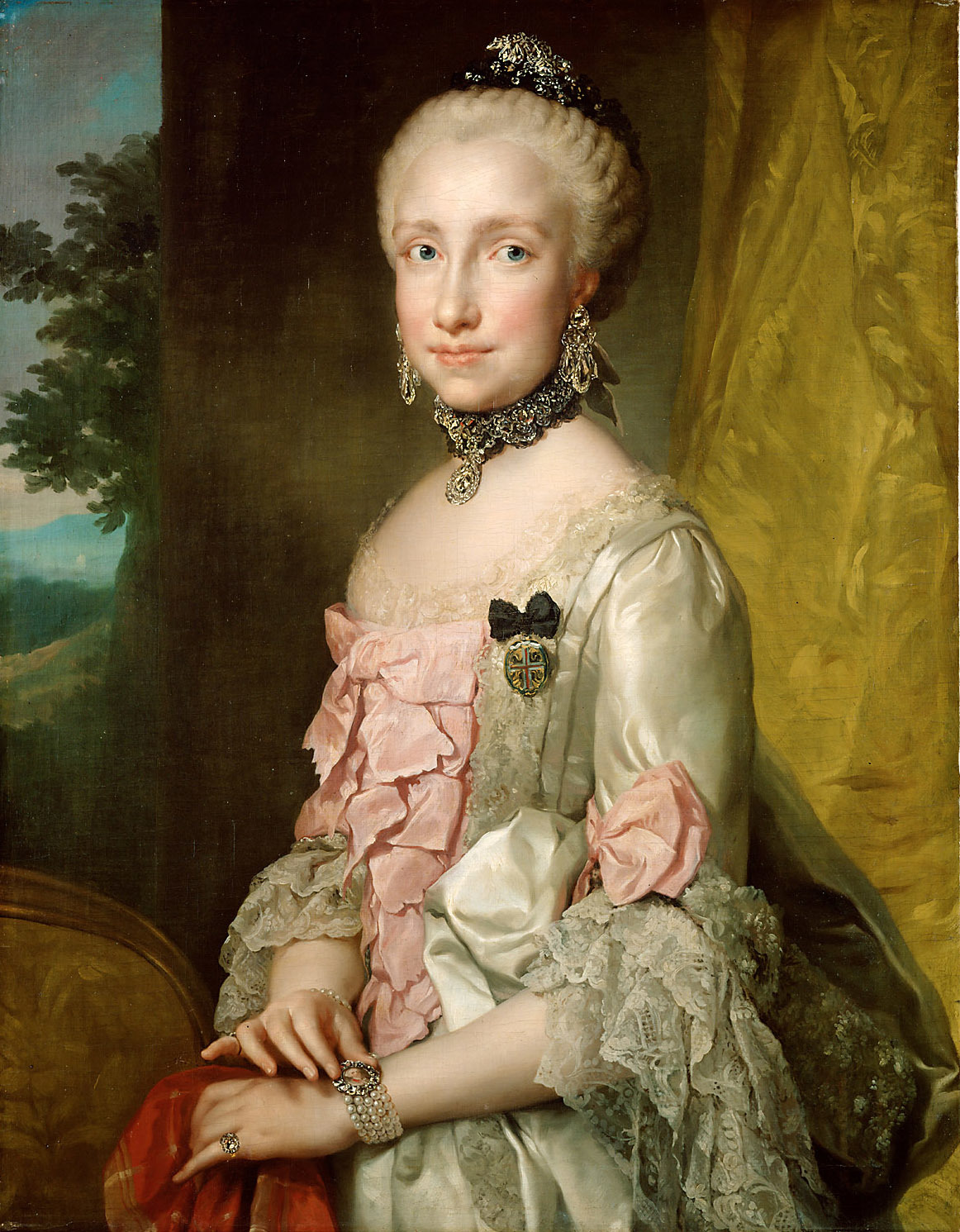
Az ifjú Mária Ludovika infánsnő házasságkötése idején Mengs 1764-es munkáján (Bécsi Szépművészeti Múzeum)

Mária Ludovika a portici királyi palotában született édesanyja, Szászországi Mária Amália királyné huszonegyedik születésnapján, 1745. november 24-én. Édesapja Károly, Nápoly és Szicília királya volt. Ő volt szülei ötödik leánya és második életben maradt gyermeke. Gyermekkorát egyetlen nővérével, Mária Jozefávál, valamint hat további öccsével töltötte a Nápolyi Királyságban.
1759-ben a hercegnő nagybátyja, VI. Ferdinánd spanyol király utód nélkül elhunyt, a Spanyol Birodalom trónja így Mária Ludovika apjára, Károlyra szállt. Ekkor családjával együtt Madridba költöztek. A hercegnőt innentől megillette a spanyol infánsnői titulus is.

### Toszkána nagyhercegnéje

A nagyhercegi család portréja 1776-ból. Középen Péter Lipót és Mária Ludovika József főherceggel a kezében. A gyermekek balról jobbra: Mária Terézia, Károly, Sándor Lipót, Miksa, Mária Anna, valamint Ferenc és Ferdinánd főhercegek (Bécsi Szépművészeti Múzeum)

Mária Ludovikát eredetileg Károly József főherceg feleségének szánták, ám az ambiciózus fiatal mindössze tizenöt éves korában, 	1761 januárjában fekete himlő következtében elhunyt. Így az infánsnő végül a főherceg legidősebb öccsének, Péter Lipótnak lett a jegyese. A főherceg Mária Terézia császárné harmadik fia volt, József trónörökös öccse, egyben a fivére halála után a Toszkánai Nagyhercegség újonnan kijelölt várományosa.
A házasságra meghatalmazottak útján 1764. február 16-án került sor, Madridban. Mária Ludovika a házassággal lemondott spanyol öröklési jogáról és új hazájába, Ausztriába utazott. A tényleges esküvői szertartásra egy évvel később, 1765. augusztus 5-én került sor, Innsbruckban. Pár nappal később, augusztus 18-án apósa, I. Ferenc császár elhunyt, így férjéből toszkánai nagyherceg, míg Mária Ludovikából Toszkána nagyhercegnéje lett. A házaspár 1765. szeptember 13-án érkezett meg Firenzébe, ahol a következő huszonöt esztendőt töltötték. Új otthonuk a Palazzo Pitti lett.
Házassága idején Mária Ludovikát élénk kék szemű, szőke hajú, kifejezetten szép leányként írták le. Belső tulajdonságait tekintve szerénynek és kedvesnek, emellett bájos és barátságos természetűnek tartották. Nagylelkűsége szöges ellentétben állt férje rideg személyiségével. Ennek ellenére a házaspár kapcsolatát boldognak és bensőségesnek írják le a kortársak. Mivel Mária Ludovika szigorú katolikus neveltetést kapott, mélyen vallásos is volt. Férjével ellentétben hűséges maradt, míg a nagyhercegnek több szeretője is volt az évek során: legismertebbek közé tartozott az angol Lady Anna Gore Cowper, valamint az itáliai balerina, Livia Raimondi is, akitől egy fia is született, Luigi von Grün (1788–1814).

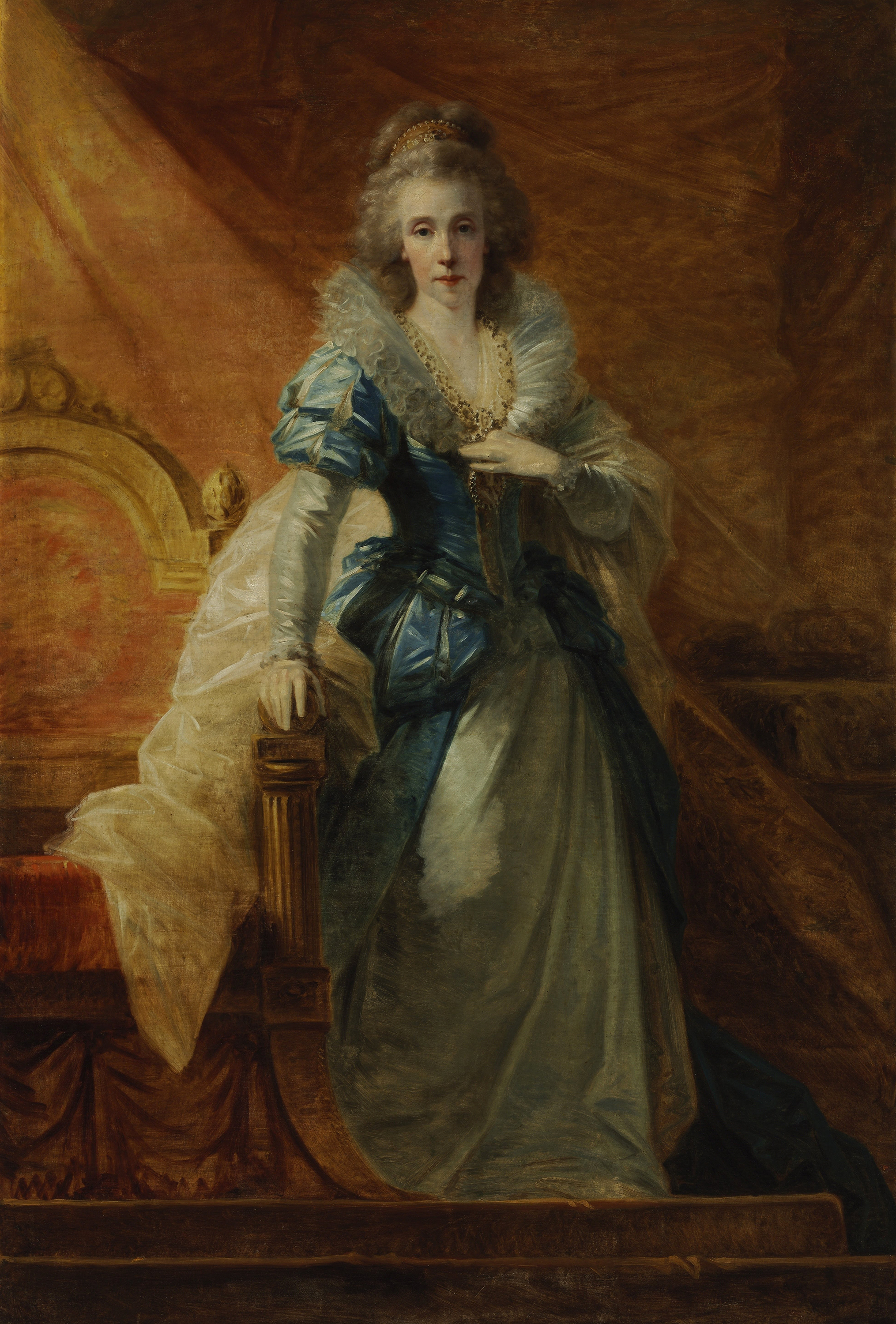
Mária Ludovika Heinrich Füger által festett portréja mint német-római császárné 1790 körül (Budapesti Szépművészeti Múzeum)

Nagyhercegnéként hamar népszerűségre tett szert: az 1765-ös firenzei éhínség idején élelmiszer-ellátást szervezett és orvosi segítséget nyújtott a rászorulóknak. Őt magát nem koronázták nagyhercegnévé, ám részt vett Péter Lipót 1768. júliusi koronázásán. Még 1768-ban elkísérte férjét annak testvérének, Mária Karolina főhercegnőnek Mária Ludovika bátyjával, Ferdinánd nápolyi és szicíliai királlyal lévő esküvőjére a casertai királyi palotába. Szülőként a házaspár a korszellemtől eltérően maguk nevelték gyermekeiket. Gyakran jártak vidéki és tengerparti kirándulásokra, míg a formális udvari életet szinte teljes egészében mellőzték. Mária Ludovika kerülte a toszkán arisztokrácia társaságát, magánügyeit szűk baráti körben beszélte csak ki.

### Német-római császárné
1790-ben elhunyt a gyermektelen II. József császár. Péter Lipót nagyherceg örökölte bátyja után a Habsburg-ház közép-európai birtokait, az osztrák örökös tartományokat, az uralkodó osztrák főhercegi címet, majd rövidesen – II. Lipót néven – megválasztották német-római császárnak. Az új császár családjával együtt Bécsbe költözött, Mária Ludovika ezzel német-római császárné lett. Toszkánában második legidősebb fia, Ferdinánd követte szüleit a nagyhercegi trónon.
Alig két évvel ezután, 1792. március 1-jén Lipót meghalt, valószínűleg hashártyagyulladás következtében. Az özvegy Mária Ludovika két és fél hónappal később, május 15-én szintén elhunyt. Azt sem érhette meg, amikor legidősebb fiát, Ferenc József Károly főherceget, Lipót utódjaként, II. Ferenc néven megválasztották a Német-római Birodalom utolsó császárának. Az elhunyt császárt és a császárnét a Habsburgok hagyományos temetkezőhelyén, a bécsi kapucinusok templomának kriptájában temették el.

## Gyermekei
Mária Ludovikának Mária Terézia császárnéhoz hasonlóan összesen tizenhat gyermeke született. Mivel II. József császár utód nélkül hunyt el, az Osztrák–Magyar Monarchia 1918-as felbomlásáig a Habsburg–Lotaringiai-ház négy fő vonala Lipóttól és Mária Ludovikától származott.
|     | Gyermeke                            | Született            | Elhunyt            | Megjegyzés |
| --- | ----------------------------------- | -------------------- | ------------------ | --- |
| 1.  | Mária Terézia főhercegnő            | 1767. január 14.     | 1827. november 7.  | 1787-ben házasodott össze Antal szász koronaherceggel (1827-től király), akitől négy gyermeke született, ám egy sem élte meg a felnőttkort.                                                                               |
| 2.  | II. Ferenc német-római császár      | 1768. február 12.    | 1835. március 2.   | Ő lett a Német-római Birodalom utolsó császára, majd az első osztrák császár 1804-től. Összesen négyszer házasodott, ám felnőttkort megélt gyermekei csak Szicíliai Mária Teréziával való második házasságából születtek. |
| 3.  | III. Ferdinánd toszkánai nagyherceg | 1769. május 6.       | 1824. június 18.   | Szülei császári címet való elnyerését követően ő lett Toszkána uralkodója, megalapítva a Habsburg–Lotaringiai-ház toszkánai ágát. Két felnőttkort megélt gyermeke született.                                              |
| 4.  | Mária Anna főhercegnő               | 1770. április 21.    | 1809. október 1.   | A prágai Nemes Asszonyok Intézetének főapátnője volt. Nem házasodott meg, nem születtek gyermekei. |
| 5.  | Károly Lajos főherceg               | 1771. szeptember 5.  | 1847. április 30.  | Teschen hercege. A napóleoni háborúk jelentős osztrák hadvezére volt. Feleségétől, Nassau–Weilburgi Henriettától hét gyermeke született. Tőlük származik a Habsburg–Tescheni ág.                                          |
| 6.  | Sándor Lipót főherceg               | 1772. augusztus 14.  | 1795. július 12.   | Magyarország nádora. Fiatalon hunyt el baleset következtében. Nem házasodott meg, nem születtek gyermekei. |
| 7.  | Albert János József főherceg        | 1773. szeptember 19. | 1774. július 22.   | Csecsemő korában elhunyt. |
| 8.  | Miksa János főherceg                | 1774. december 23.   | 1778. március 10.  | Kisgyermekként vesztette életét. |
| 9.  | József Antal főherceg               | 1776. március 9.     | 1847. január 13.   | Testvérét követően Magyarország nádora lett. Háromszor házasodott, öt felnőttkort megélt gyermeke született. |
| 10. | Mária Klementina főhercegnő         | 1777. április 24.    | 1801. november 15. | Calabria hercegnéje, 1797-ben kötött házasságot I. Ferdinánd nápoly–szicíliai király fiával, Ferenc trónörökössel. Két gyermeke közül csak leánya élte meg a felnőttkort.                                                 |
| 11. | Antal Viktor főherceg               | 1779. augusztus 31.  | 1835. április 2.   | Köln hercegérseke, majd a Német Lovagrend nagymestere. Nem házasodott meg, nem születtek gyermekei. |
| 12. | Mária Amália főhercegnő             | 1780. október 15.    | 1798. december 25. | Tizennyolc esztendősen vesztette életét. Nem házasodott meg, gyermekei sem születtek. |
| 13. | János főherceg                      | 1782. január 20.     | 1859. május 11.    | Tábornagy, a „stájer herceg”. 1829-ben kötött morganatikus házasságot Anna Plochlal. Egy fia született. |
| 14. | Rainer József főherceg              | 1783. szeptember 30. | 1853. január 16.   | Táborszernagy, a Lombard–Velencei Királyság alkirálya. 1820-ban vette feleségül Savoya–Carignanói Mária Erzsébetet, akitől nyolc gyermeke született.                                                                      |
| 15. | Lajos főherceg                      | 1784. december 13.   | 1864. december 21. | Katonai és osztrák politikusi pályát futott be. Fivéréhez hasonlóan rangon aluli házasságot kötött Adelaide de Gueroust grófnővel, akitől egy leánya született.                                                           |
| 16. | Rudolf főherceg                     | 1788. január 8.      | 1831. július 24.   | Egyházi pályára lépett: bíboros, egyben Olmütz hercegérseke volt. Nem házasodott meg, nem születtek gyermekei. |